# یونیورسال پکن
یونیورسال پکن (انگلیسی: Universal Beijing) شرکت سرگرمی چینی است، که در سال ۲۰۰۹ تأسیس شد.